# Xanthorhoe dentipostmediana
Xanthorhoe dentipostmediana är en fjärilsart som beskrevs av Inoue 1954. Xanthorhoe dentipostmediana ingår i släktet Xanthorhoe och familjen mätare. Inga underarter finns listade i Catalogue of Life.